# Canis lupus arctos
El lobo ártico (Canis lupus arctos), también llamado lobo polar o lobo blanco, es un mamífero de la familia Canidae, subespecie del lobo. Son nativos de la tundra ártica alta de las Islas de la Reina Isabel de Canadá, una de sus características es que su pelaje es de un color más claro que el de otros de su especie.

## Anatomía
Su longitud oscila entre uno y dos metros, incluyendo la cola siendo los machos más grandes que las hembras. Su altura varía de 62 a 77,7 cm, siendo más compactos que los lobos comunes con un peso medio de 45 kg encontrándose ejemplares adultos que alcanzaban hasta 84,8 kg. Usualmente tienen orejas pequeñas, lo que les ayuda a conservar el calor corporal.  
El tiempo de vida de los lobos árticos en su entorno natural suele ser de siete a diez años, aunque se han observado lobos de hasta dieciocho años en cautiverio.
Nacen con pelo grisáceo que se aclara a medida que maduran, siendo a los tres meses blanco por completo.

## Caza
Los lobos árticos, como todos los lobos, cazan en manada. Sus presas son comúnmente caribúes y bueyes almizcleros. Por otra parte, cazan otros animales que puedan encontrar, como liebres árticas, focas, perdices nivales y lemmings.
Debido a la escasez de plantas de pastar, estos lobos se ven obligados a recorrer grandes áreas (de hasta 2600 km²) para encontrar presas siguiendo los rebaños. El alce también es una presa ocasional. Sus largas patas los hacen lentos y a veces, atrancados en la nieve, se vuelven presa fácil para las manadas de lobos.

## Reproducción

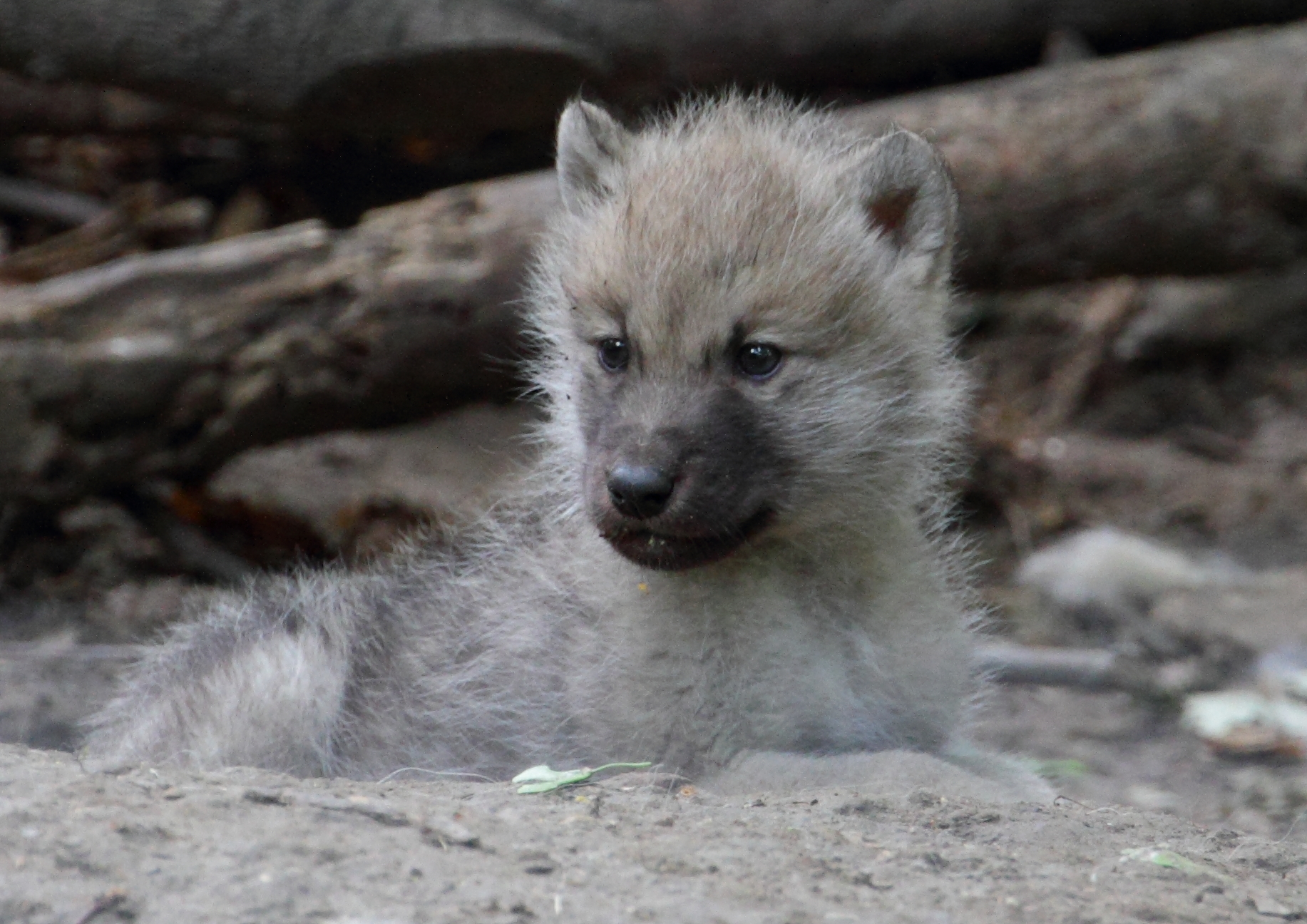
Joven lobo

Al igual que en otras subespecies del lobo (Canis lupus), las manadas están conformadas por una pareja reproductora y su descendencia, aunque  de forma anecdótica en grupos de gran tamaño puede haber más de una pareja. Se vuelven aptos para el apareamiento a los dos o tres años de nacidos.
Debido a la dificultad causada por el permafrost del ártico para cavar guaridas, los lobos árticos a menudo usan recovecos entre las piedras, cuevas o incluso depresiones en el suelo como guarida.
La madre pare dos o tres cachorros a finales de mayo o principios de junio, aproximadamente un mes antes que el lobo común. Se cree que el reducido número de crías (comparadas con cuatro o cinco del C. l. lupus) se debe a la escasez de presa en el Ártico. Su gestación dura aproximadamente sesenta y tres días. Los cachorros se quedan con la madre dos años.

## Distribución
Los lobos árticos habitan en las islas árticas de Canadá, más al norte de la latitud 68° N, pero no en témpanos de hielo. El medio es extremadamente áspero, con un largo, helado y oscuro invierno. 
Como caso excepcional en las subespecies de lobo, el lobo ártico todavía puede ser encontrado en todo su hábitat natural original, debido a que en este entorno rara vez encuentran presencia humana.

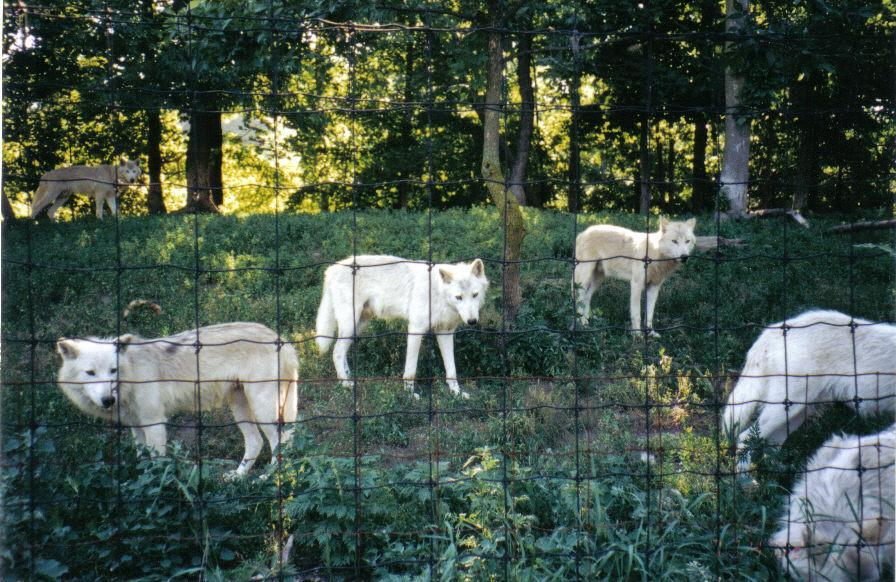
Una manada de lobos árticos en el zoológico de Toronto.

El Santuario del lobo blanco es un refugio para lobos de esta subespecie localizado en Oregón (EE. UU.).